# The Spirit (pel·lícula)
The Spirit és l'adaptació al cinema de la sèrie de còmic homònima de Will Eisner.

## Argument
Denny Colt, antic policia, torna misteriosament de la mort amb el nom de « Spirit ». El seu únic objectiu és d'ara endavant combatre el crim que gangrena la ciutat de Central City. Utilitza cada vegada « càstigs » cada cop més enginyosos. Però té un enemic de talla: Octopus, que és a punt d'esborrar Central City del mapa.

## Repartiment
- Gabriel Macht: The Spirit / Denny Colt
- Jaime King: Lorelei Rox
- Samuel L. Jackson: The Octopus
- Eva Mendes: Sand Saref
- Dan Gerrity: Detectiu Sussman
- Scarlett Johansson: Silken Floss
- Stana Katić
- Dan Lauria: Dolan
- Arthur the Cat: ell mateix
- Kimberly Cox: Damsel desesperat
- Brian Lucero: Thug #1
- David Brian Martin: Thug #2 (com a David B. Martin)
- Larry Reinhardt-Meyer: Oficial MacReady
- Frank Miller: Liebowitz
- Eric Balfour: Mahmoud
- Louis Lombardi: Pathos / Ethos / Logos
- Sarah Paulson: Ellen Dolan
- Paz Vega: Plaster of Paris

## Gravació
El 19 de juliol de 2006 The Hollywood Reporter confirmà que Frank Miller dirigiria l'adaptació al cine de The Spirit. Este projecte estava en procés des del 2004.
Finalment, el 25 de desembre s'estrenà en els Estats Units la citada adaptació, escrita i dirigida per Frank Miller i amb Gabriel Macht, Eva Mendes, Sarah Paulson, Dan Lauria, Paz Vega, Jaime King, Scarlett Johansson, i Samuel L. Jackson en els papers principals. OddLot i Lionsgate va produir la pel·lícula. No fou un gran èxit, i el 14 d'abril de 2009 s'edità en DVD i Blu-ray.